# Hubert Zimmermann
Pour les articles homonymes, voir Zimmermann.
Hubert Zimmermann, né le 15 novembre 1941 à Saint-Étienne et décédé le 9 novembre 2012 à Rambouillet, est un ingénieur, investisseur et chef d'entreprise français, considéré comme un pionnier de l'Internet, pour son rôle dans le Réseau Cyclades, issu de la technologie de Datagramme qui servira ensuite de base à Internet mais aussi dans l'architecture du modèle OSI, appelé aussi architecture OSI (Open Systems Interconnection) dont s'est inspiré, en le simplifiant lorsque c'est devenu possible, le protocole Internet TCP/IP.

## Biographie

### Débuts
Polytechnicien de la promotion 1961, Hubert Zimmermann commence à travailler comme ingénieur à la SEFT (électronique pour l’armée de terre), sur le projet « Sycomore », de systèmes de commandement pour l’armée de terre.

### Réseau Cyclades
A trente ans, il est recruté en 1971 par Louis Pouzin pour développer le réseau Cyclades sur la base d'un recours au pur Datagramme, technologie menant plus tard à l'Internet, à l'Inria. Il y arrive en même temps que Jean Le Bihan et Jean-Louis Grangé, et encadre Najah Naffah dans la préparation de son doctorat d’ingénieur, appuyés par le constructeur français, la Compagnie internationale pour l'informatique et des personnalités françaises du milieu informatique qui réfléchissaient depuis 1968 à une réplique française de l'Arpanet américain.
Ensemble, ils introduisent le principe de numérotation des paquets introduits dans le réseau d'ordinateurs, via une fenêtre plus ou moins longue, qui incorpore aussi des accusés de réception qui circulent. Cette technologie suscite un enthousiasme international pour le datagramme. Très impliquée, la Compagnie internationale pour l'informatique anime les premières démonstrations, qui ont lieu en 1972, le réseau reliant ses locaux de Rocquencourt, à un ordinateur IBM d'un laboratoire de Grenoble et ceux de l'Inria.

### Contribution au protocole TCP/IP
La contribution au protocole TCP/IP d'Hubert Zimmermann s'est effectuée à partir de 1972 et 1973, dès la création réseau Cyclades, où il est le responsable des protocoles, les deux premières années étant marquées par des échanges permanents à l'échelle internationale. Au cours de l'année 1972, les échanges entre Arpanet et Cyclades sont intenses. David Postel, le développeur de BBN et un de ses collègues sont en contrat à Paris et les Français multiplient les tournées américaines. Pour éviter les voyages incessants entre la France et la Californie, une liaison télécoms est proposée mais refusée en raison du prix exorbitant exigé par les PTT, 13 millions de francs, soit 13 fois le budget de l'appel d'offres gagné par BBN en septembre 1968 pour bâtir Arpanet.
Dès le début de 1973, Arpanet, créé en 1969, envisage l'établissement d'un nouveau protocole plus performant. La fenêtre glissante est décrite dans le document « fondateur » co-rédigé par Vinton Cerf et Robert Kahn en mai 1974, un rapport « décrivant l'architecture et les protocoles » futurs de l'Internet, appelés aussi TCP/IP, car réunissant le protocole TCP et le protocole IP.
Sur les sept personnes remerciées nommément en conclusion du document, deux sont des Français de Cyclades: le responsable des protocoles Hubert Zimmermann et le fondateur Louis Pouzin. Deux autres ont travaillé sur Arpanet, Steve Crocker qui lancé le Réseau à l'Université de Los Angeles, et Denis Walden, qui a écrit dans la même ville le système d'exploitation des routeurs BBN. Il y a aussi deux chercheurs du National Physical Laboratory (NPL)  anglais, les théoriciens David Davies et Roger Scantlebury, le second ayant rejoint l'International Network Working Group au début des années 1970 après des travaux théoriques sur le Réseau du NPL mis en service en 1969. La septième personne récompensée est Robert Metcalfe, dont Harvard avait refusé une thèse de doctorat consacrée à Arpanet. Il avait ensuite corrigés les bugs du réseau sans-fil ALOHA de l'université d'Hawaï puis rédigé le 22 mai 1973 la note Alto Ethernet contenant un schéma approximatif d'Ethernet, au centre de recherche à Palo Alto de Xerox, géant industriel qui concurrence à l'époque IBM via sa filiale achetée à prix d'or en mai 1969, Scientific Data Systems, en tandem avec la CII française sur le même ordinateur central Sigma 7, que les deux firmes émulent pour différentes applications.

### Elaboration de la norme ISO/OSI
Il participé à laboration de l’architecture OSI qui en 1977 devient réellement une norme.
Le gouvernement français et les PTT prennent  à partir de 1974 des décisions qui s'opposent au datagramme et au projet Cyclades, au profit du « Réseau de Commutation par Paquet » confié à Rémi Després, système moins ouvert et moins novateur, qui prépare la naissance du minitel. Malgré cela, Hubert Zimmermann continue à agir pour le développement de l'interconnexion des réseaux, à l'échelle internationale. Vinton Cerf, autre pionnier de l'Internet, mentionne Hubert Zimmermann comme étant le concepteur, avec la participation de Philippe Chailley, de la première version de l’architecture OSI (Open Systems Interconnection), bâtie selon un système de sept « couches » informatiques, dans une logique de systèmes ouverts, considéré comme « un formidable outil intellectuel », décrit aussi par les livres d’Andrew Tanenbaum. Systématisé dans le projet Cyclades, elle permet de tenir compte des améliorations futures de la technologie, dans un schéma de croissance et de standards internationaux visant à créer une alternative crédible à la « dominance IBM ».
En 1977, l’architecture OSI devient réellement une norme, à un moment où il lui manque encore une vraie couche Internet, les grands opérateurs télécoms européens, alors tous publics, l'ayant combattue en vain.
Selon Vinton Cerf, Hubert Zimmermann est ainsi l'un des « pères » de l'Internet. Il a reçu le renfort d'un spécialiste des bases de données, le chercheur Charles Bachman. Hubert Zimmermann reçoit la responsabilité et le secrétariat du groupe de travail « Architecture informatique » au sein de l'International Organization for Standardization (ISO). Les opérateurs télécoms s'accrochant à leurs monopoles dans la plupart des pays, en s'inquiétant de la future ouverture à la concurrence qui dessine en Angleterre et aux USA dès les années 1970, la norme TCP/IP la supplantera le modèls OSI dans le domaine de l'Internet naissant.

### Projet pilote «Chorus»
Resté salarié de l'IRIA puis de l'Inria (1972-1979), Hubert Zimmermann a ensuite suivi le projet pilote « ChorusOS », avec Claude Kaiser, Jean-Serge Banino, et Marc Guillemont, avant de rejoindre France Telecom en 1980. Créé à l'INRIA pour une machine interprétant du langage informatique Pascal L'équipe Chorus du début, constituée de Jean Serge Banino, Alain Caristan, Marc Guillemont, et Gérard Morrisset s'était basée sur l'exécution d'un code  dès l'arrivée d'un message sur un port spécifique. De son côté, Michel Gien était responsable du projet pilote SOL destiné à mixer les efforts industriels et recherche publique autour d'un système compatible avec SOL, un système d'exploitation Unix. En 1984 une partie de l'équipe SOL, constituée de Michel Gien François Armand et Pierre Léonard, travaille de concert avec l'équipe Chorus afin de maquetter une première ébauche d'un système distribué sur une architecture MIMD multiprocesseur hétérogène, la SM 90

### Création de Chorus systèmes
Il quitte pour ensuite créer, avec Michel Gien, Marc Guillemont et Pierre Léonard sa propre société de logiciels, Chorus systèmes, qui a pour spécialité les « micro-noyaux », logiciels basés sur un système d'exploitation Unix, et assez simples pour être polyvalents. La société a pour slogan « The network is the computer » (le réseau est l'ordinateur, en Français),,. Son premier micronoyau est commercialisé, en 1988 puis devient « le standard de fait du marché mondial » grâce à « plusieurs longueurs d'avance sur ses concurrents », notamment IBM avec Workplace OS et Microsoft dans Windows NT et bénéficie d'une « approche modulaire » des micro-noyaux (en anglais microkernel) consistant à ne figer qu'un ensemble « aussi réduit que possible de fonctions primitives » mais pouvant s'enrichir des « modules spécifiques » d'un système d'exploitation ou d'un autre, par exemple un un OS temps réel ou Unix, via « une couche logicielle limitée » elle aussi, ou encore une déclinaison pour les processus d'automatisation de l'industrie, de la grande distribution ou des hôpitaux, via la déclinaison Sata Cruz Operation, société fondée en 1979 que Sun Microsystems rachètera aussi en 2005. Alors que la complexité des grands OS du marché « les rend très rigides », l'approche du micronoyau reproduit la tactique de Scientific Data Systems deux décennies plus tôt avec son Sigma 7 à l'OS plus léger, plus dépouillé et plus adaptable que celui de l'IBM 360.
Au début des années 1990, la société a son principal centre de recherche-développement à Saint-Quentin-en-Yvelines en région parisienne, acec 75 personnes, auquel s'ajoute un réseau de recherche coopérative qui représente l'équivalent de 300 chercheurs à plein-temps en Europe. Elle réalise rapidement dix millions de dollars de ventes, et a ouvert, dès 1990, une unité à Portland (Oregon) suivie d'une implantation commerciale en Californie et d'un centre commercial et technique en Asie, avec des contrats avec Fuji Electric, Fujifacom et Fujitsu Limited.
L'éditeur de systèmes pour entreprise Novell, numéro2 mondial du logiciel derrière Microsoft, prend 15 % du capital, après avoir racheté Unix Systems Labs à ATT en 1993, pour le décliner en micro-noyaux Chorus.

### Rachat par Sun Microsystems
Celle-ci est rachetée en 1997 par Sun Microsystems, où il dirige les logiciels télécoms pendant 5 ans. Le slogan d'Hubert Zimmerman, « The Network is the computer », est repris par son employeur Sun Microsystems.
Sur le marché des serveurs, devenu avec l'explosion du nombre de sites marchands sur Internet à partir de 1998, dans le sillage de celui d'Amazon, le point fort de Sun Microsystems, le reflux est très rapide et brutal après la crise financière de 2002 qui avait suivi la bulle Internet, et cause des dégâts chez Sun dans la phase postérieure à la Bulle Internet de 1998-2000.
Après avoir investi massivement en 1998-2001, Sun Microsystems s'était retrouvé en grandes difficultés financières en 2002, l'obligeant à désinvestir rapidement et céder des filiales, ce qui est le cas de Chorus Systèmes en 2002.
Même si Hubert Zimmermann est resté quelque temps chez Sun Microsystems, l’équipe fondatrice de Chorus a ensuite repris son indépendance et fondé lors de cette cession la société Jaluna en août 2002, pour « continuer à développer et à distribuer une gamme de produits logiciels et de services basés sur Chorus », avec Michel Gien pour président-directeur-général, notamment pour servir les fabricants de produits utilisant
de l’informatique embarquée, avec en option possible un système Linux embarqué, en profitant de « l'encombrement mémoire très faible » permis par une version minimale d'un système d’exploitation toujours « réduit au micronoyau », notamment pour des appareils électroniques, comme les téléphones mobiles.

### Investisseur dans des sociétés de haute technologie
Hubert Zimmermann a par ailleurs été investisseur dans de nombreuses sociétés de haute technologie : Arbor Venture Management, Boost Your StartUp, Gingko Networks, Wokup ou encore UDcast.

### Récompenses
Hubert Zimmermann a reçu en 1991, le « prestigieux » prix SIGCOMM, de l'association SIGCOMM, qui « rassemble les acteurs mondiaux des réseaux informatiques », qui récompense « chaque année une innovation technologique qui a le potentiel pour être utilisé à très grande échelle par un grand nombre de personnes », pour ses « 20 ans de leadership dans le développement des réseaux informatiques et de l'avancement de la normalisation internationale ». Un récent article dans la section Anecdotes de l'IEEE Annals of the History of Computing fait référence à son implication dans l'histoire des débuts de TCP/IP. En 1994, il a reçu le Prix Orange.